# 尼古拉·瓦列里耶维奇·斯克沃尔佐夫
尼古拉·瓦列里耶维奇·斯克沃尔佐夫（俄语：Николай Валерьевич Скворцов，1984年3月28日—）来自俄罗斯的蝶泳运动员，曾在于马德里举办的2004年欧洲游泳锦标赛上获得银牌和铜牌。他代表俄罗斯参加了2004年夏季奥运会，并在200米飞泳比赛中获得第七名。在2008年夏季奥运会上，他参加了100米和200米蝶泳以及4×100米混合泳接力比赛，分别获得第20名、第8名和第4名。在2012年夏季奥运会上，他参加了同样的三个项目的游泳比赛，分别获得第10名、第14名和第12名。